# Santa Elisabetta d'Ungheria conforta i malati
Santa Elisabetta d'Ungheria conforta i malati è una scultura a bassorilievo in terracotta (83x37x5 cm) attribuita al Maestro degli angeli cantori, databile alla metà del XV secolo e conservata nel Museo di Santa Giulia di Brescia.

## Storia
Non sono noti documenti d'archivio in grado di attestare né le vicende all'origine dell'opera, né la collocazione originale. La terracotta pervenne al museo nel tardo Ottocento, allo stesso modo di altre innumerevoli opere rastrellate in quel periodo in tutto il territorio bresciano, molto spesso da edifici religiosi chiusi al culto e in stato di abbandono, oppure in via di demolizione.
Probabilmente, ma è notizia non confermata, la terracotta proviene da Lonato del Garda e ornava una santella posta sulla strada al bivio per Castiglione delle Stiviere.

## Descrizione
La terracotta raffigura, in posizione centrale, una santa riccamente vestita rivolta amorevolmente verso un gruppo di persone sedute o sdraiate ai suoi piedi, rappresentati in atteggiamento dolente mentre mostrano le proprie piaghe sulle gambe e sul corpo. Proprio per l'eleganza dell'abito e dell'acconciatura, assieme all'atteggiamento pietoso verso il gruppo di appestati ai suoi piedi, la santa è identificabile con Elisabetta d'Ungheria, anche se nessun attributo iconografico concorre a confermare o smentire l'ipotesi.
La scena è incorniciata ai lati da due colonne tortili che reggono un frontone a tripla cuspide, di marcato gusto gotico, completato da numerose ghiere e due pinnacoli vegetali alle estremità. Dietro la santa si dispiega un ventaglio di raggi.

## Stile
Dato lo stile complessivo e la grande naturalezza con la quale è reso il gruppo di appestati alla base, la terracotta è riferibile alla produzione del Maestro degli angeli cantori, ipotizzato maestro di probabile provenienza cremonese attivo a Brescia alla metà del Quattrocento con una bottega di stucchi e terrecotte.
Nella figura della santa colpisce in particolare l'esuberanza decorativa dell'abito che, nelle sue linee e nei decori, è fedele alla moda del periodo. Nell'opera si trovano inoltre saggi del virtuosismo tecnico che effettivamente caratterizza il Maestro degli angeli cantori, riscontrabili ad esempio nella scollatura della santa ornata di perle, ottenute mediante l'applicazione di piccole sfere d'argilla leggermente premute.
Sulla terracotta sono rilevabili tracce di preparazione per la policromia, segno che, in origine, essa presentava un rivestimento cromatico.